# Баварська Радянська Республіка
Бава́рська Радя́нська Респу́бліка (БРР) (нім. Räterepublik Baiern) — короткотривала невизнана соціалістична держава в Баварії під час Німецької революції 1918–1919 років. 

 
Була республікою робітничих рад. Республіка була заснована у квітні 1919 року після занепаду Баварської Народної Держави Курта Ейснера і мала на меті створення соціалістичної республіки в Баварії.
БРР було повалено менш ніж через місяць частинами Рейхсверу та воєнізованих частин фрайкору.
Декілька осіб, причетних до її повалення, пізніше приєдналися до Націонал-соціалістичної робітничої партії Німеччини під час її наступного приходу до влади, хоча сам Адольф Гітлер був, принаймні публічно, прихильником Баварської радянської республіки.
Уряд Баварської Радянської Республіки, очолюваний комуністом Є. Левіне, розпочав націоналізацію банків, запровадив робітничий контроль на підприємствах, озброїв їх і створив надзвичайну комісію для боротьби з контрреволюцією.
Проте баварські комуністи припустилися значних помилок, зокрема не залучили селян на свій бік.
Не підтримана пролетаріатом в інших районах Німеччини, Баварська Радянська Республіка 1 травня 1919 року була знищена силами правих соціал-демократів на чолі з Густавом Носке та Отто Вельсом.

## Передмова
Причина утворення республіки була у поразці Німецької імперії в Першій світовій війні та соціальній напруженості, яка досягла піку незабаром після цього.
З цього хаосу вибухнула Німецька революція 1918 року.
Наприкінці жовтня 1918 року німецькі моряки почали серію повстань у Кілі та інших морських портах. На початку листопада ці заворушення поширили громадянські заворушення по всій Німеччині.
7 листопада 1918 року, у першу річницю російської революції, король Баварії Людвіг III разом із родиною втік із королівського палацу в Мюнхені, а Курт Айснер, член

Незалежної соціал-демократичної партії Німеччини (USPD), став головою

щойно проголошеної Народної Держави Баварія.
Хоча Айснер виступав за соціалістичну республіку, він дистанціювався від російських більшовиків, заявивши, що його уряд захищатиме права власності.
Оскільки новий уряд був не в змозі забезпечити основні послуги, USPD Ейснера зазнала поразки на виборах у січні 1919 року, посівши шосте місце.
21 лютого 1919 року, коли він прямував до парламенту, щоб оголосити про свою відставку, його застрелив правий націоналіст Антон фон Арко ауф Валлей.
Після вбивства Айснера зібрався ландтаг, і Ерхард Ауер – лідер соціал-демократів і міністр внутрішніх справ в уряді Айснера – почав вихваляти Айснера, але вже почали поширюватися чутки, що Ауер стоїть за вбивством.
Діючи на підставі цих неправдивих звинувачень, Алоїз Ліндер, офіціант салону, який був палким прихильником Айснера, двічі вистрілив у Ауера з рушниці, серйозно поранивши його.
Це спонукало інших озброєних прихильників Айснера відкрити вогонь, спричинивши рукопашну сутичку, убивши одного делегата та спровокувавши нервові зриви щонайменше у двох міністрів.
Після цього уряду в Баварії фактично не було.
.
Далі почалися заворушення.
Вбивство Айснера спричинило демонстрації, закриття Мюнхенського університету та викрадення аристократів.
Підтримка лівих була більшою, ніж міг здобути сам Айснер.

7 березня 1919 року новий лідер соціалістів, Йоганнес Гоффман, антимілітарист і колишній шкільний вчитель, сформував парламентський коаліційний уряд, але через місяць, у ніч з 6 на 7 квітня, комуністи й анархісти, натхненні новиною про комуністичну революцію в Угорщині, проголосили радянську республіку на чолі з Ернстом Толлером.
Толлер закликав неіснуючу «Баварську Червону армію» підтримати нову диктатуру пролетаріату і нещадно розправлятися з будь-якою контрреволюційною діяльністю.

Уряд Гофмана втік до Бамберга в Північній Баварії, який він оголосив новою резиденцією уряду.

## Уряд Ернста Толлера

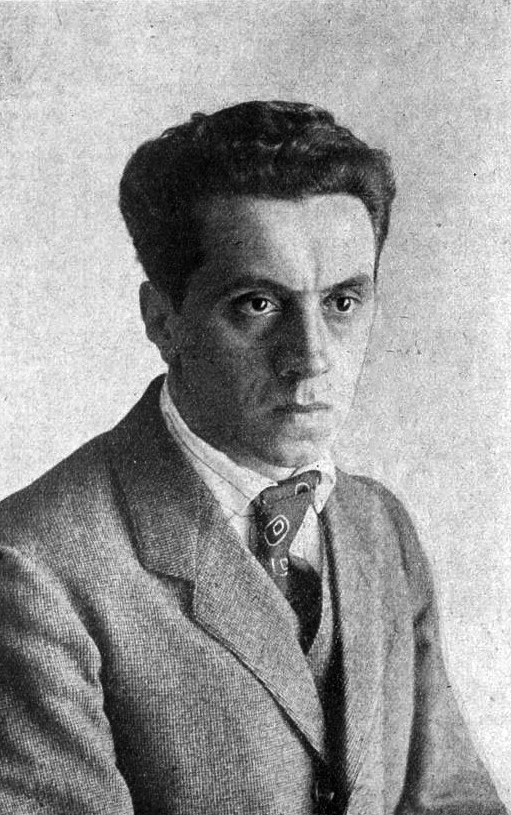
Ернст Толлер, 1923 рік

Спочатку Баварською радянською республікою правили члени USPD, такі як Ернст Толлер, і анархісти, такі як письменник Густав Ландауер, підприємець Сильвіо Гезель і драматург Еріх Мюзам.
Толлер, який також був драматургом, описав революцію як «баварську революцію кохання».

Члени уряду Толлера не завжди були добре підібрані.
Наприклад, заступник міністра закордонних справ доктор Франц Ліпп, який кілька разів потрапляв до психіатричних лікарень, оголосив війну Вюртембергу та Швейцарії через відмову Швейцарії позичити республіці 60 локомотивів. 
 
Він також стверджував, що добре знайомий з папою Бенедиктом XV
, 
і повідомив Володимира Леніна та папу телеграмою, що скинутий колишній міністр-президент Гофман утік до Бамберга та взяв ключ від міністерського туалету. 

Інші призначення Толлера: комісара у військових справах — колишній офіціант; грабіжник із судимістю за моральну розпущеність — президент поліції Мюнхена; на посаді комісара з перевезень за сумісництвом робітника з експлуатації залізничних колій; і – в католицькій Баварії, де черниці керували школами – єврей як міністр освіти. 
Міністр державного житла уряду Толлера опублікував указ, згідно з яким жоден будинок не може мати понад три кімнати і що вітальня завжди має бути над кухнею та спальнею.

Один міністр заявив, що капіталізм буде знищений, якщо зробити гроші вільними, посилаючись на концепцію Фрайгельда Сильвіо Гезелля.

## Уряд Євгена Левіне

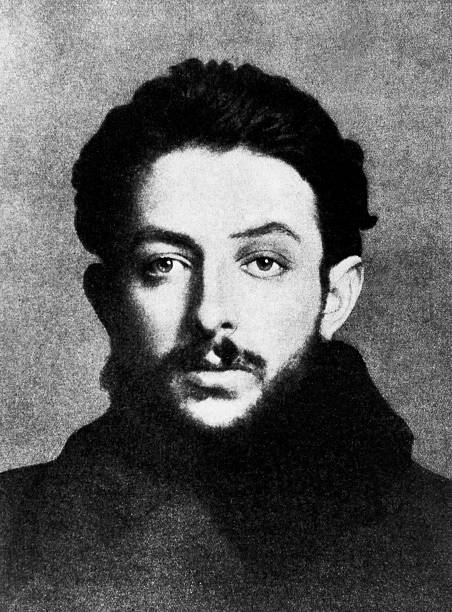
Євген Левіне

У суботу, 12 квітня 1919 року, лише через шість днів після початку правління режиму Толлера, Комуністична партія (КПН) захопила владу на чолі з трьома російськими більшовиками, Євгеном Левіне як головою держави та Максом Левіном як головою Баварської секції КПН.

 
Комуністи зуміли утримати владу після так званого Вербного путчу, де контрреволюційні урядові сили були придушені командиром баварської Червоної армії Рудольфом Егельгофером.

Отримавши підтримку Леніна, який на щорічному першотравневому святкуванні на Красній площі сказав: «Звільнений робітничий клас святкує свій ювілей не тільки в Радянській Росії, але і в ... Радянській Баварії»

– Левіне почав проводити більш жорсткі комуністичні реформи, які включали формування «Червоної армії» з фабричних робітників, конфіскацію готівки, харчів та приватної зброї, експропріацію розкішних квартир і надання їх бездомним, а також передачу заводів у власність і контроль робітників. 
Одна з головних церков Мюнхена була захоплена та перетворена на революційний храм, який мав бути присвячений «Богині Розуму».
Баварія мала бути в авангарді більшовизації Центральної Європи, а всі робітники мали отримати військовий вишкіл.

Левіне також планував скасувати паперові гроші та реформувати систему освіти, але не встиг їх реалізувати.
Проте за цей час Макс Левін, виконав наказ Леніна, заарештував аристократів і представників середнього класу як заручників.

Під час короткого правління Левіне нестача харчів швидко стала проблемою, особливо відсутність молока. Публічна критика нестачі молока стала політичною, що спонукало комуністичний уряд публічно заявити: «Яке це має значення? ... Більша частина молока все одно йде до дітей буржуазії. Ми не зацікавлені в тому, щоб вони вижили. помруть – виростуть тільки ворогами пролетаріату».

Спроба лояльних до уряду Гофмана військ і воєнізованого Kampfbund (бойової ліги) Товариства неоязичників і Народного руху Товариства Туле

повалити БРР 13 квітня

була придушена Червоною армією, яка складалася з робітників заводів і членів солдатських і робітничих рад.
У боях загинуло двадцять осіб.

## Інтервенція та ліквідація
Війська конкуруючих урядів – Гофманівської Народної Держави Баварія зі штаб-квартирою в Бамберзі та Баварської Радянської Республіки, зі штаб-квартирою в Мюнхені перетнулись в Дахау 18 квітня, коли 8 000 солдатів Гофмана зустрілися з 30 000 солдатів Радянської республіки.
Війська БРР на чолі з Ернстом Толлером перемогли в першій битві біля Дахау, але Гофман уклав угоду, згідно з якою йому було прислали в допомогу 20 000 солдатів Фрайкорпусу під командуванням генерал-лейтенанта Бургарда фон Овена.
Потім війська Овена разом із лояльними Гофману частинами німецької армії, яких комуністи називали «Біла гвардія капіталізму», зайняли Дахау й оточили Мюнхен.
Тим часом прихильники БРР 26 квітня зайняли кімнати Товариства Туле в готелі «Vier Jahreszeiten» і заарештували графиню Геллу фон Вестарп, секретаря Товариства, та ще шістьох осіб та взяли їх у заручники.
 
Егельгофер 30 квітня наказав стратити цих сімох і трьох інших заручників.

Серед них були князь Густав Турнський і Таксіса.
 
Страти були проведені, попри зусилля Толлера запобігти їм.

Фрайкорпс прорвав оборону Мюнхена 1 травня
, 
що призвело до запеклих вуличних боїв із залученням «вогнеметів, важкої артилерії, бронетехніки, навіть авіації».

Загинули щонайменше 606 осіб, з яких 335 були цивільними.

Пізніше Левіне був засуджений до смерті за державну зраду та розстріляний у в'язниці Штадельгайм. Густав Ландауер був убитий Фрайкорпсом
, 
а командир баварської Червоної армії Рудольф Егельгофер був убитий без суду після того, як його також було арештовано.
Багато інших були засуджені до тюремного ув'язнення, наприклад Толлер (5 років) і письменник-анархіст Еріх Мюхсам (15 років); інші отримали довші терміни, загалом 6000 років, деякі з них – каторжні роботи.

Після судових процесів і страти 1000–1200 комуністів і анархістів 6 травня Овен оголосив місто звільненим, що поклало край існуванню Баварської Радянської Республіки.

Хоча номінально уряд Гофмана було відновлено, фактична влада в Мюнхені перейшла правим силам.

Бамберзька конституція була прийнята 14 серпня 1919 року, створивши Вільну державу Баварія у складі нової Веймарської республіки.